# 大蓋棘獅魚
大蓋棘狮鱼，为輻鰭魚綱鮋形目杜父魚亞目狮子鱼科的其中一種。分布於北太平洋區，包括堪察加半島、阿拉斯加州、加拿大卑詩省、美國奧勒岡州等海域。為深海魚類，棲息在水深227至3610公尺的大陸坡，生活習性不明，體長可達7公分。